# کانگ یونگ-می
کانگ یونگ-می (انگلیسی: Kang Young-mi؛ زادهٔ ۱ مارس ۱۹۸۵) شمشیرباز اهل کره جنوبی است.
وی در مسابقات کشوری و بین‌المللی در مجموع برندهٔ ۲ مدال نقره شده‌است.